# Carl Wilhelm Böttiger
Lars Fredric Carl Wilhelm Böttiger (Västerås, 1807. május 17. – Uppsala, 1878. december 22.) svéd költő, drámaíró, nyelvész, műfordító és irodalomkritikus.

## Életútja
Szülőhelyén elvégezvén tanulmányait, az ottani könyvtárnál segédhivatalnok lett. 1835-ben beutazta Német-, Olasz- és Franciaországot, Hollandiát stb., 1856-ban kinevezték az uppsalai egyetemen az esztétika tanárának, azonban 1867-ben visszalépett. Mint műfordító szerzett hírnevet. Böttiger fordította le Uhland legszebb románcait, Dante Divina Commediáját és Tasso Megszabadított Jeruzsálem-ét. Költeményeinek első gyűjteménye 1830-ban jelent meg Hugdomsminnen från sångens stunder (Ifjúkori emlékek dalos időkből) címen, 1832-ben a második kötet Nyare sånger (Uj dalok) címen és egy harmadik gyűjtemény 1837-39-ben (két kötetben). Végül Böttinger írta meg apósának, Esaias Tegnérnek életét a költő műveinek összkiadása számára. Saját összegyűjtött munkái Uppsalában jelentek meg 8 kötetben (1856-74).